# علوم الروح
علوم الروح (بالألمانية Geisteswissenschaften) (تُلفظ بالألمانية: [ˈɡaɪstəsˌvɪsənʃaftən], أي «روح» + «علم») هي مجموعة من العلوم الإنسانية مثل الفلسفة والتاريخ وفقه اللغة والعلوم الاجتماعية وأحيانًا علم اللاهوت والفقه القانوني وهي العلوم التقليدية في الجامعات الألمانية. وتندرج معظم موضوعات هذه العلوم تحت الكلية الأوسع نطاقًا وهي كلية العلوم الإنسانية في الجامعة النموذجية الناطقة بالإنجليزية، لكنها لا تشمل الفنون.

## تاريخ
يرجع تاريخ مفهوم الروح إلى المثالية الألمانية في القرنين الثامن عشر والتاسع عشر، خاصة مفهوم هيغل حول «روح الشعب», أي «الروح» العامة المزعومة أو بالأحرى فكر الشعب. ولفهم مصطلح علوم الروح, يجب أن تتذكر أن هيئة تدريس الفلسفة ورثت كلية الآداب التي كانت في العصور الوسطى، وتضم بجانب الفلسفة العلوم الطبيعية والرياضيات والتخصصات الفلسفية والتاريخية وبعد ذلك العلوم النفسية والاجتماعية. واستخدم مصطلح علوم الروح لأول مرة كترجمة لمصطلح جون ستيوارت ميل “العلوم الأخلاقية”. وقام المؤرخ والفيلسوف وعالم الاجتماع ويلهيلم ديلتهاي بنشر هذا المصطلح بحجة أنه يجب اعتبار علم النفس وما انبثق منه من علوم الاجتماع – مثل علوم فقه اللغة والتاريخ – من علوم الروح (العلوم الإنسانية) وليس من العلوم الطبيعية, ويجب أن تعكس منهجيتهم هذا التصنيف. وكان لحججه تلك تأثير كبير على عالم الاجتماع الألماني ماكس فيبر، على الرغم من أن فيبر يفضل مصطلح الدراسات الثقافية (Kulturwissenschaft), والذي عززه زملاء الكانطية الحديثة (فيلهلم فيندلباند وهاينريش ريخرت).
ومنذ عصور ديلتهاي أصبح من الشائع الحديث عن «العلوم الطبيعية» من ناحية و«علوم الروح» من ناحية أخرى - مع عدم الوضع في الاعتبار وضع الرياضيات أو الفلسفة ذاتها، وبعد فصل العلوم الطبيعية والرياضيات في كلية منفصلة (في بعض الجامعات حتى خمسينيات القرن العشرين)، تُركت علوم الروح وحدها في كلية الفلسفة حتى إن الفلسفة كانت تُصنف تحت مصطلح علوم الروح. وفي نفس الوقت قسمت الكثير من الجامعات الألمانية هذه الكليات إلى أقسام صغيرة، حتى إن المصالح المشتركة والحدود الفاصلة القديمة لم تعد ملحوظة.

## إستخدامات
يستخدم هذا المصطلح حاليًا بصورة غير منتظمة؛ حيث يستخدم في السياقات الإدارية على نطاق واسع وذلك لشرح طريقة تنظيم المعاهد الأكاديمية ووصف ثقافة المناقشات الأكاديمية، وبذلك أُضيفت كليات علم اللاهوت والحقوق إلى علوم الروح. وفي بعض سياقات سياسة العلوم، توصف علوم الروح على أنها علوم غير تجريبية قريبة من الفلسفة مع استثناء العلوم الاجتماعية من مجالهم. وفي سياق المنهجية، فعلى العكس تم التأكيد على أن - بالطبع ليس الفلسفة لكن - العلوم الإنسانية مثل علوم التاريخ وفقه اللغة والمتعلقة بالبيانات العملية (الوثائق والكتب والتصريحات), بالإضافة إلى علم النفس والعلوم الاجتماعية لديها سمة عملية, مشتركة والتي تقوم في الأساس على الاستيعاب (علم) أو فهم التعبيرات ذات المغزى.
واستخدم بعض المؤلفون الآخرون مثل رودولف شتاينر مصطلح علوم الروح في معنى بعيد تاريخيًا يشير إلى معنى مختلف تمامًا يقصد به علم الأرواح.

## أمثلة الاستخدام
جزء من كتاب «التاريخ الثقافي لفرنسا»، سوشاناك فروليتش، ص 633:

Man hat Taine vorgeworfen, dass er, dessen Hauptziel die Einführung naturwissenschaftlicher Methoden in die Geisteswissenschaften war, selbst nicht induktiv, sondern deduktiv vorging.

الترجمة

عاب البعض على تين أن هدفه كان وضع مقدمة عن وجود العلوم الطبيعية في علوم الروح, والانتقال من الأساليب غير الاستقرائية بل الاستنتاجية.

## قائمة المصادر
- Gunter Scholz, Zwischen Wissenschaftsanspruch und Orientierungsbedürfnis. Zu Grundlage und Wandel der Geisteswissenschaften Frankfurt am Main, Suhrkamp 1991, ISBN 3-518-28566-1
- Bernward Grünewald, Geist – Kultur – Gesellschaft. Versuch einer Prinzipientheorie der Geisteswissenschaften auf transzendentalphilosophischer Grundlage, Berlin, Duncker & Humblot, 2009, ISBN 978-3-428-13160-0.
- Albrecht Behmel, Erfolgreich im Studium der Geisteswissenschaften, Francke, Tübingen 2005, ISBN 3-7720-3371-7